# 山口警察署
山口警察署（やまぐちけいさつしょ）は、山口県警察が管轄する警察署の一つ。県警の筆頭警察署である（ただし署長の階級は警視）。

## 管轄区域
- 山口市中部・北部
山口南警察署の管轄である小郡、秋穂、阿知須、鋳銭司、陶、名田島、秋穂二島、嘉川、江崎、深溝、佐山を除く。

## 沿革
- 1875年（明治8年）10月 山口警察掛出張所を設置。
- その後、山口警察出張所、第四警察出張所、山口警察署、竪小路分署を経て山口警察署に改称。
- 2006年（平成18年）4月1日 防府警察署より山口市（徳地地域）が移管される。
- 2007年（平成19年）4月1日 阿東警察署を統合。阿東警察署は阿東幹部交番となった。これにより、旧阿東町を管轄に編入。
- 2019年（平成31年）2月12日 山口市糸米1-4-42（山口県済生会山口総合病院北隣）から現在地に移転し、新庁舎運用開始[1]。
- 2022年（令和4年）5月30日 徳佐交番、地福警察官駐在所、嘉年警察官駐在所を統合して阿東桜交番を設置（地福警察官駐在所は地福警察官連絡所とする）[2]。

## 幹部交番
（）の中は所在地。
- 阿東幹部交番（旧・阿東警察署、山口市阿東生雲西分2044-1）

## 交番
（）の中は所在地。
- 山口駅前交番（山口市惣太夫町2-4）
- 湯田交番（山口市泉都町10-5）
- 平川交番（山口市平井778-8）
- 大内交番（山口市大内矢田北5丁目7-7）
- 維新公園交番（山口市維新公園5丁目2-7）
- 徳地交番（山口市徳地堀1638-1）
- 阿東桜交番（旧・徳佐交番[2]、山口市阿東徳佐下38-1）

## 警察官駐在所
（）の中は所在地。
- 仁保警察官駐在所（山口市仁保中郷705-1）
- 島地警察官駐在所（山口市徳地島地96-1）
- 八坂警察官駐在所（山口市徳地八坂756-3）
- 長門峡警察官駐在所（山口市阿東生雲東分95-14）

## 警察官連絡所
（）の中は所在地。
- 宮野下警察官連絡所（山口市桜畠1丁目）
- 串警察官連絡所（山口市徳地鯖河内）
- 三谷警察官連絡所（山口市阿東生雲東分）
- 地福警察官連絡所（旧・地福駐在所[2]、山口市阿東地福上）

## 主な未解決事件
- 山口市赤妻町における女性被害殺人事件（被疑者は現在も逃亡中で、全国に指名手配されている。）[3][4]